# Kynos Aljaba

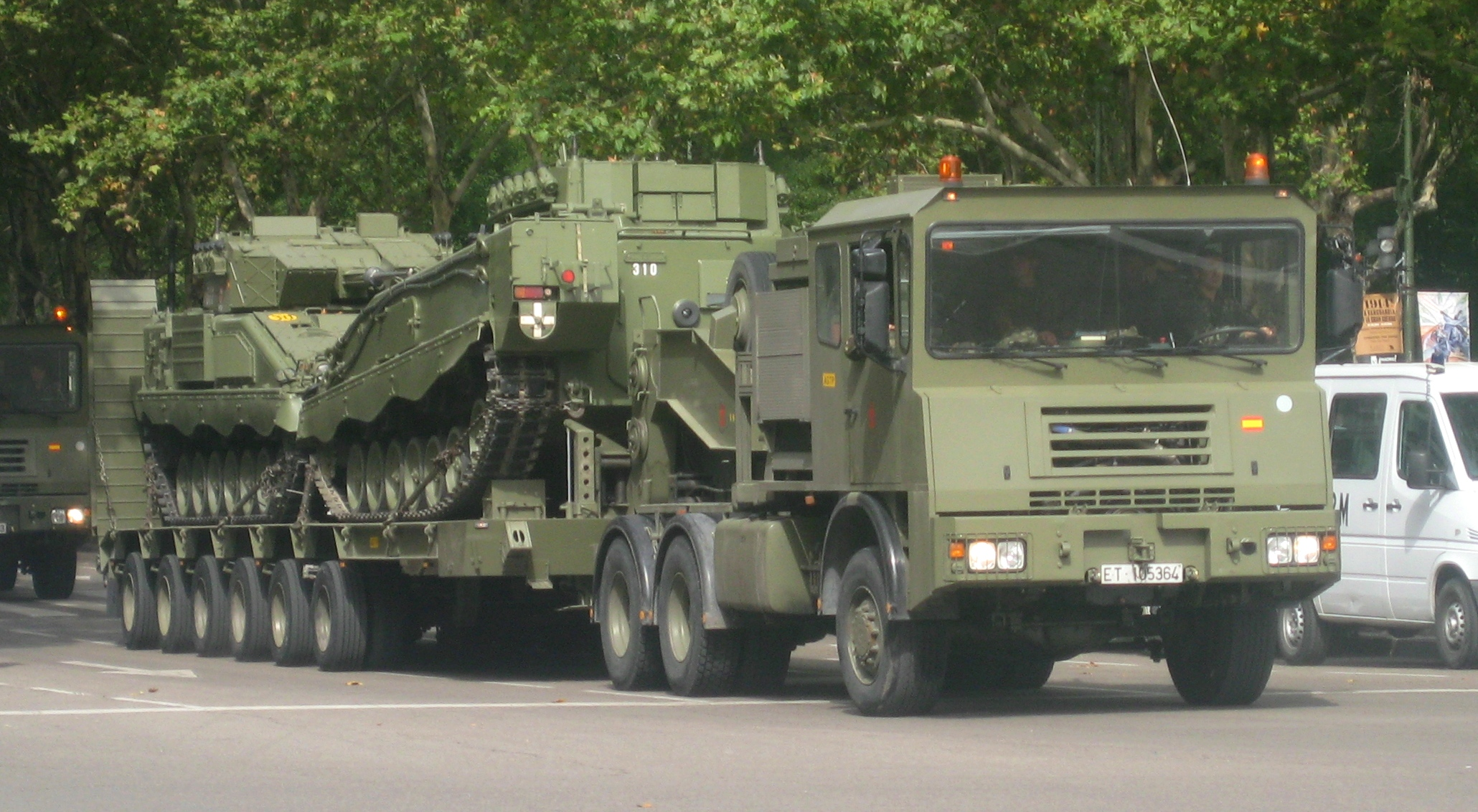
Un Kynos Aljaba version 6x6 transportant deux ASCOD Pizarro / Ulan

Kynos Aljaba est un modèle de camion transporteur de char fabriqué par l'entreprise espagnole SPA.

## Description
Il existe une version 6x6 (K-15-100) et une autre 8x8.

## Utilisateurs militaires
- Espagne
- Afrique du Sud